# Michael Jones (ragbista)
Michael Niko Jones (* 8. dubna 1965 Auckland) je bývalý novozélandský ragbista, který hrál nejvíce jako rváček. V roce 2014 byl jmenován do Světové síně slávy ragby. Obdržel Novozélandský řád za zásluhy. Rugby World Magazine ho vybral jako třetího nejlepšího novozélandského ragbistu 20. století. Je považován za jednoho z nejlepších rváčků historie. Měl přezdívku Iceman.
Na MS 1987 se stal mistrem světa a zapsal se do historie jako první hráč, co položil na světovém šampionátu pětku (první pětka Nového Zélandu byla trestná). Taky se stal prvním hráčem, co položil pětku ve finále MS. Na MS 1991 získal s Novým Zélandem třetí místo. Následujícího světového šampionátu se nezúčastnil, protože dlouhodobě kvůli své víře odmítal hrát v neděli. V roce 1996 a 1997 vyhrál Tri Nations. Za svou zemi nastoupil do 55 zápasů a připsal si 56 bodů. Jeden zápas odehrál v roce 1986 za Samou.
S Aucklandem vyhrál desetkrát novozélandskou ligu (1985, 1987–1990, 1993–1996, 1999) a dvakrát Super 12 v roce 1996 a 1997. Svou klubovou kariéru strávil od roku 1985 do roku 1999 jenom v Aucklandu. V letech 2004 až 2007 trénoval Samou. Po konci kariéry pracoval v potravinové bance jako manažer.